# François Hollande
François Gérard Georges Nicolas Hollande (født 12. august 1954 i Rouen i Seine-Maritime) er en fransk politiker, som fra 2012 til 2017 var Frankrigs præsident. Hollande var fra 1997 til 2008 var formand for Parti Socialiste, og den 16. oktober 2011 blev han valgt som Socialistpartiets kandidat til præsidentvalget i 2012. Han vandt anden valgrunde den 6. maj og blev dermed valgt som Frankrigs præsident og blev indsat den 15. maj 2012.

## Karriere
Hollande begyndte sin politiske karriere som medlem af Nationalforsamlingen i 1988 og sad i første omgang til 1993. Han var atter medlem 1997-1999 og igen siden 2002. Fra 1999 til 2002 var han medlem af Europa-Parlamentet, og fra 1997 til 2008 var han formand for Parti Socialiste. 2001-2008 var han tillige borgmester i Tulle. 2008-2012 var han regionsborgmester i Corrèze. 6. maj 2012 blev han valgt som præsident med 51.6 % i Frankrigs præsidentvalg 2012. 
Hollande genopstillede ikke ved præsidentvalget i 2017.

## Privatliv
François Hollande er den yngste søn af Dr. George Gustave Hollande, (født 9. maj 1923 i Cognac), som var hals-næse-øre læge. Han stillede flere gange op til kommunalvalg i Rouen for et højreorienteret parti, uden at blive valgt. Hans mor, Nicole Frédérique Marguerite Tribert (7. september 1927 – 2009) var socialrådgiver, og stillede op til kommunalvalget i Cannes i 2008 for socialistpartiet.
I 1978, mens han går på ENA, møder han Ségolène Royal, der også er elev på skolen. Selvom de aldrig bliver gift, får de alligevel fire børn sammen. De går fra hinanden i 2007. Han indleder herefter et forhold til journalisten Valérie Trierweiler, som han forlader i januar 2014, til fordel for skuespillerinden Julie Gayet.
| Efterfulgte Nicolas Sarkozy 2007-2012 | Frankrigs præsidenter | Efterfulgt af Emmanuel Macron |